# فلوریدا کیلوس
«فلوریدا کیلوس» (به انگلیسی: Florida Kilos) ترانه‌ای از هنرمند اهل ایالات متحده آمریکا لانا دل ری از سومین آلبوم استودیویی خود، خشونت افراطی (۲۰۱۴) است.